# L'Affaire du bal de la Victoire
L'Affaire du bal de la Victoire (The Affair at the Victory Ball) est une nouvelle policière d'Agatha Christie, mettant en scène le détective belge Hercule Poirot.
Initialement publiée le 7 mars 1923 dans la revue The Sketch au Royaume-Uni, cette nouvelle n'a été reprise en recueil qu'en 1951 dans The Under Dog and Other Stories aux États-Unis. Elle a été publiée pour la première fois en France dans la revue Mystère magazine en mai 1956, puis dans le recueil Le Bal de la victoire en 1979.

## Résumé
Hercule Poirot et le capitaine Hastings évoquent la mort mystérieuse, quelques jours auparavant, du jeune et riche vicomte Cronshaw, poignardé au cours du prestigieux bal de la Victoire, au Colossus Hall de Londres, suivie de la mort tout aussi mystérieuse, quelques heures plus tard, de sa fiancée Coco Courtenay, une actrice de théâtre en vogue, ayant succombé à une overdose de cocaïne, comme le leur confirme l'inspecteur Japp, arrivé sur ces entrefaites. Hercule Poirot commence aussitôt à faire travailler ses « petites cellules grises »...

## Personnages
- Hercule Poirot
- le capitaine Hastings
- l'inspecteur Japp
- Lord Cronshaw †, 5e vicomte Cronshaw, déguisé en Arlequin lors du bal
- Coco Courtenay †, actrice de théâtre, fiancée de lord Cronshaw, déguisée en Colombine
- l'Honorable Eustace Beltane, oncle et héritier de lord Cronshaw, déguisé en Polichinelle
- Mrs. Mallaby, « élégante veuve américaine », déguisée en Pulcinella
- Chris(topher) Davidson, acteur, déguisé en Pierrot
- Mrs. Davidson, son épouse, déguisée en Pierrette
- le capitaine Digby, un camarade de lord Cronshaw

## Publications
Avant la publication dans un recueil, la nouvelle avait fait l'objet de publications dans des revues :
- le 7 mars 1923, au Royaume-Uni, dans la collection « The Grey Cells of Mr Poirot I », dans le no 1571 (vol. 121) de l'hebdomadaire The Sketch[1],[2] ;
- en septembre 1923, aux États-Unis, dans la collection « The Grey Cells of Mr Poirot I », dans le no 6 (vol. 37) de la revue Blue Book Magazine[1] ;
- en octobre 1955, aux États-Unis, sous le titre « The Six China Figures », dans les colonnes du no 4 (vol. 26) de la revue Ellery Queen's Mystery Magazine[réf. souhaitée] ;
- en mai 1956, en France, sous le titre « Comedia del arte », dans le no 100 de la revue Mystère magazine[3].

La nouvelle a ensuite fait partie de nombreux recueils :
- en 1951, aux États-Unis, dans The Under Dog and Other Stories[1],[4] (avec 8 autres nouvelles) ;
- en 1974, au Royaume-Uni, dans Poirot's Early Cases[1],[5] (avec 17 autres nouvelles) ;
- en 1974, aux États-Unis, dans Hercule Poirot's Early Cases (recueil ne reprenant que 15 des 18 nouvelles du recueil britannique) ;
- en 1979, en France, dans Le Bal de la victoire[3] (recueil ne reprenant que 15 des 18 nouvelles du recueil britannique, différentes de la sélection du recueil américain de 1974).

## Adaptation télévisée
Cette nouvelle a fait l'objet, en 1991, d'une adaptation télévisée sous le titre Le Bal de la victoire (The Affair at the Victory Ball) avec David Suchet dans le rôle-titre, dans le cadre de la série Hercule Poirot dont elle a constitué le 29e épisode (10e épisode de la 3e saison).
Le titre anglais du téléfilm, The Affair at the Victory Ball, est conforme à celui de la nouvelle mais, lors de l'adaptation pour le public francophone, ce titre est devenu, probablement par imitation du titre du recueil français contenant la nouvelle, Le Bal de la victoire.